# Angus Aynsley
Angus Aynsley  é um produtor de cinema britânico. Venceu o Grande Prêmio do Cinema Brasileiro e foi indicado ao Oscar de melhor documentário, por seu tralho em Lixo Extraordinário (2010).